# Leo de Jong (1931)
Leendert (Leo) de Jong (Rotterdam, 6 augustus 1931 - Axel, 30 augustus 2019) was een Nederlandse kunstschilder, tekenaar en graficus, die woonde en werkte in Rotterdam en schilderde in een abstract figuratieve stijl.

## Leven en werk
De Jong, die opgroeide in Rotterdam, was door zijn ouders voorbestemd om bankier te worden. Hij begon als autodidact rond 1946 met tekenen en schilderen. In 1955 verbleef hij een half jaar op Corsica in een pension met allerlei artiesten, waarna hij definitief voor de kunst koos. Terug in Rotterdam volgde hij van 1959 tot 1961 lessen aan de Academie voor Beeldende Kunsten en tevens schilderles aan de Vrije Academie in Den Haag.
Na de academie vestigde hij zich als beeldend kunstenaar in Rotterdam in de wijk Kralingen. In eerste instantie voorzag hij in zijn onderhoud met allerlei bijbaantjes. Vanaf 1966 kwam hij in aanmerking voor de Beeldende Kunstenaars Regeling. In 1996 verhuisde hij met huis en atelier naar het Kleiwegkwartier en in 2005 vertrok hij naar Zeeland (provincie). In 2007 was hij weer terug in het Kleiwegkwartier.
De Jong heeft geëxposeerd in heel Europa. Zijn werk is in het bezit van particulieren en bedrijven, nationaal en internationaal, onder andere bij het Beurs World Trade Center Rotterdam.

## Exposities, een selectie
- 1965. Int Constigh Werck, Rotterdam.[5]
- 1972. Galerie Het Galgje, Hendrik Ido Ambacht.[6]
- 1978. Galerie Rosewater presenteert Jan van Wel, Leo de Jong.[7]
- 1978. Expositiezaal Stokvis.[8][9]
- 1979. Galerie Alto, Rotterdam.[10][11]
- 1983   Art 14'83, Basel, Zwitserland
- 1984. Galerie De Sluis, Leidschendam, International Art Fair, London, Art Cologne
- 1985. Galerie 56-58, Dordrecht.[12]
- 1986. Galerie De Lange, Emmen.[13]
- 1993 Galerie Milano, Polen Warschau
- 1998 Galerie Ildikó Risse, Weßling (Duitsland),Galeria Milano, Warszawa (Polen), Galerie Vromans, Amsterdam
- 1997 - 2004 continue expositie in eigen atelier / galerie in Rotterdam
- 2005 - 2019 continue expositie in eigen atelier / galerie in Axel

## Publicaties
- 1984. Leo de Jong, uitg. Galerie De Sluis, Leidschendam. Tentoonstellingscatalogus van 12 pagina's.
- 1992. Leo de Jong met tekstbijdragen van Aad Berkhout e.a.; fotografie Jan Snoek, Marijn de Jong, uitg. Molsen, Rotterdam, ISBN 90-9005209-7